# Institute of Technology, Blanchardstown
Das Institute of Technology, Blanchardstown (kurz: ITB; Irisch: Institiúid Teicneolaíochta, Baile Bhlainséir) wurde 1999 gegründet und war eine bis 2019 eigenständige technische Hochschule mit Sitz in Blanchardstown bei Dublin, Irland. Sie wurde im Rahmen einer 2018–2022 andauernden, bildungspolitischen Reform in die Technische Universität Dublin überführt. Das ITB war die zuletzt gegründete technische Hochschule in Irland und hatte zuletzt etwa 5.000 Studenten.

## Geschichte
Im Rahmen des Regional Technical Colleges (Amendment) Act 1999 wurde das Institute of Technology Blanchardstown (ITB) durch das irische Parlament im Juli 1999 offiziell gegründet. Es war das letzte von insgesamt 12 seit den 1990er Jahren gegründeten Institutes of Technology (ITs).

### Fakultäten
Die Hochschule hatte zwei Fakultäten mit in Summe vier Abteilungen:
- School of Business & Humanities
  - Department of Business
  - Department of Humanities
- School of Informatics & Engineering
  - Department of Computing and Creative Digital Media
  - Department of Engineering

### Auflösung
Die Gründung der ersten Technischen Universität in Irland wurde 2018 durch den Taoiseach Leo Varadkar bekannt gegeben. Die neugeschaffene Technological University Dublin wurde aus drei Instituten zusammengeführt: der ITB, dem Dublin Institute of Technology (DIT) und dem Institute of Technology, Tallaght (ITT). Im Rahmen weiterer Verschmelzungen wurden fast alle Regional Technical Colleges (RTC) und ITs in Technische Universitäten oder Volluniversitäten verschmolzen. Dies wurde mit den ständig sinkenden Studentenzahlen an den RTCs und ITs zugunsten von Universitäten begründet. Das neue DIT hat etwa 20.000 Studenten, von denen rund 5.000 von der ITB beigesteuert wurden.

## Website
- Offizielle Website der TU Dublin